# ازکی
 شهرستان ازکی (به عربی:  ولایة اِزکی ) یکی از شهرستانهای استان داخلیه در کشور پادشاهی عمان است. این شهرستان یکی از قدیمی‌ترین (ولایتهای عمان است) و توسط مالک بن فهم تأسیس شده‌است و تاریخش به دوران قبل از اسلام می‌رسد. نام قدیمی آن (ازکی مالک) بوده.

## جمعیت
جمعیت آن در حدود ۳۰ هزار نفر می‌باشد.